# Pathos de Sétungac
Pathos de Sétungac ist eine zwischen 1963 und 1965 erschienene
frankobelgische Comicserie.

## Hintergrund
Victor Hubinon schrieb die humoristischen Abenteuer zur Zeit der Musketiere für den Zeichner Eddy Paape. Die Serie wurde in Record veröffentlicht und in einer Gesamtausgabe von Jd zusammengefasst.

## Geschichten
- Au service du roy[3] (Record, 1963–1964, 30 Seiten)
- Alerte à la frontière! (Record, 1964, 10 Seiten)
- À la Bastille! (Record, 1964, 10 Seiten)
- Le voleur de Notre-Dame (Record, 1965, 10 Seiten)